# マリンフード
マリンフード株式会社は、大阪府豊中市に本社を置く食品加工メーカーである。
社名にある「マリン」とは、海のことではなくマーガリンの略語である。

## 沿革
- 1888年 - 創業者、吉村又作が東京・牛込にて吉村石鹸工場を創業。
- 1922年 - 大阪に吉村又一郎（創立者の長兄）が個人会社吉村商店（後に吉村油化学研究所）を設立。
- 1948年 - 創立者、吉村栄吉が吉村油化学にてマーガリン製造を開始。
- 1957年 - 初代社長、吉村栄吉がミルクマリン株式会社を創立。現在地（大阪府豊中市）に工場完成。
- 1959年 - 福岡に営業所を開設。
- 1960年 - ミルクマリン食品株式会社に改称。
- 1969年 - 現社名のマリンフード株式会社に改称。東京営業所（後に支店）を開設。
- 1970年 - 名古屋に営業所を開設。
- 1975年 - ホットケーキ生産を開始。本社に大阪営業所（後に支店）を開設。
- 1976年 - 札幌に連絡所（後に営業所）を開設。
- 1978年 - 広島営業所と仙台連絡所を開設。
- 1991年 - 東京支店を恵比寿に移転。
- 2001年 - 泉大津工場が竣工。
- 2002年 - 本社4Fに研究室を移転。
- 2004年 - 東京支店の事務所をリニューアル
- 2006年 - ISO9001認証を取得[2]。

## 事業所
詳細は公式サイトを参照。
- 本社・大阪工場 - 大阪府豊中市豊南町東4-5-1
- 泉大津工場 - 大阪府泉大津市小津島町2-8
- 長浜工場 - 滋賀県長浜市田村町1291-1
- 埼玉工場 - 埼玉県狭山市新狭山1-5-19
- 大阪支店 - 大阪府豊中市豊南町西3-20-20 伊丹ビル2階
- 東京支店 - 東京都港区海岸2-2-6 DS海岸ビル9階
- 営業所 - 札幌・仙台・名古屋・広島・福岡

## 主な商品
- 業務用・家庭用チーズ類
- 業務用・家庭用マーガリン類
- 業務用・家庭用バター類
- 業務用・家庭用ホットケーキ類
- 各種菓子・惣菜 他

## 事故・不祥事
高所作業中の転落死
2017年7月、泉大津工場の倉庫内で業務中の社員が高所より転落死する事故が発生した。この件について泉大津労働基準監督署は、適切な転落防止策を講じなかったとして企業および管理職（副工場長）を労働安全衛生法違反の疑いで書類送検している。